# 오상훈
오(吳尙薰, 1966년 9월 1일 ~ )은 대한민국의 배우 겸 무술감독이다.

## 출연 작품

### 영화
- 2021년 색다른 그녀 ... 경비 역
- 2020년  리얼 파이터 ... 체육관 관장 역
- 2013년 데드 엔드 ... 땅꾼이씨 역
- 2011년 패는여자 ... 딱새 역
- 2011년 조선명탐정: 각시투구꽃의 비밀 ... 사병대장 역
- 2011년 위험한 상견례 ... 광주나이트 바바리 손님 역
- 2008년 맨데이트: 신이 주신 임무 ... 빙의남 역
- 2008년 아기와 나 ... 노점 상인 역
- 2006년 홀리데이 ... 심복 역
- 2003년 조폭 마누라 2 - 돌아온 전설 ... 정복경찰 역
- 2003년 황산벌 ... 짝눈이 역
- 2001년 조폭 마누라 ... 목욕탕 건달 역
- 2000년 깡패 수업 3 ... 상태 역
- 1999년 주유소 습격 사건 ... 김만배 부하 역
- 1999년 자귀모 ... 살모사 역
- 1998년 투캅스 3 ... 망치 역
- 1997년 고수 ... 낭인 1 역
- 1996년 킬링 게임 ... 강호파 역
- 1996년 언더그라운드 ... 파이터 1 역

### 방송
- 2011년 청담동 살아요 (JTBC) ... 박상훈 역
- 2012년 대왕의 꿈 (KBS1)
- 2016년 THE K2 (tvN)

### 기타 스텝
- 1997년 넘버 3 무술
- 1996년 드래곤 투카 무술